# Megaulacobothrus minutus
Megaulacobothrus minutus är en insektsart som först beskrevs av Zhang, Fengling 1990.  Megaulacobothrus minutus ingår i släktet Megaulacobothrus och familjen gräshoppor. Inga underarter finns listade i Catalogue of Life.